# Ulrichstein
Ulrichstein è una città tedesca di 3 028 abitanti, situata nel land dell'Assia.